# Звиняче (Житомирская область)
Звиня́че (укр. Звиняче) — посёлок, входит в Ружинский район Житомирской области Украины.
Население посёлка по переписи 2001 года составляло 240 человек. Почтовый индекс — 13621. Телефонный код — 4138. Занимает площадь 0,379 км². Код КОАТУУ — 1825283302.

## Местный совет
13620, Житомирская обл., Ружинский р-н, с.Новая Чернорудка, ул.Школьная, 47